# Ка-Корнер-делла-Реджина
Ка-Корнер-делла-Реджина (вен. Ca' Corner della Regina), или Палаццо Корнер-делла-Реджина (итал. Palazzo Corner della Regina) — дворец в Венеции, в районе Санта-Кроче, на Гранд-канале, рядом с Ка-Пезаро, Ка-Фавретто и Палаццо Корреджо. 
Ка-Корнер-делла-Реджина построен между 1724 и 1727 годами архитектором Доменико Росси для семьи Корнаро. В названии дворца отражено предание, что он возведён на руинах готического здания, в котором в 1454 году родилась Катерина Корнаро, будущая королева (regina) Кипра. Архитектура напоминает стиль соседнего Ка-Пезаро, спроектированного Бальдассаре Лонгена. Фрески на первом этаже представляют собой серию эпизодов из жизни Катерины Корнаро.
В 1800 году дворец стал собственностью Ватикана. С 1975 по 2010 год в нём размещался Исторический архив современного искусства Венецианского биеннале. С 2011 года дворец принадлежит фонду Прада.